# Большое Погорелово (Вологодская область)
Большое Погорелово — деревня в Верховажском районе Вологодской области.
Входит в состав Шелотского сельского поселения, с точки зрения административно-территориального деления — в Шелотский сельсовет.
Расстояние по автодороге до районного центра Верховажья — 71,5 километр, до центра муниципального образования Шелоты — 2 километра. Ближайшие населённые пункты — Фофановская, Малое Погорелово, Степаново, Дресвянка.
По переписи 2002 года население — 15 человек.